# The Hand of Peril
The Hand of Peril er en amerikansk stumfilm fra 1916 af Maurice Tourneur.

## Medvirkende
- House Peters som James Kestner.
- June Elvidge som Maura Lambert.
- Ralph Delmore som Frank Lambert.
- Doris Sawyer.
- Roy Pilcher som Tony Morello.